# Родон-1
Родон-1 (чосонгъл:로동1) е севернокорейска едностепенна мобилна балистична ракета със среден обсег. Разработена е в края на 80-те на основата на руската СС-1 Скъд (Р-300), и е въведена в употреба през 1997 година.

## Описание
КНДР започва разработването на Родон-1 през 1980-те години. За първи път ракетата е била забелязана от американски шпионски спътник през май 1990 година. Първото изстрелване е през 1993 година. Ракетата е тествана успешно и пада в Японско море. Към 1999 КНДР е притежавала 50 ракети, а днес се счита, че те са стотици.
Родон-1 може да пренася една химическа, ядрена или конвенционална бойна глава с тегло от 500 до 1100 килограма в зависимост от необходимия обсег. С увеличаването на теглото на бойната глава обсегът на ракетата намалява. Първоначално се е смятало, че максималното ѝ отклонение от целта (кръгова грешка) е между 1000 и 1300 метра, но след изучаване на ракетите Шахаб-3 и Гаури-1, които са съответно иранско и пакистанско копие, се установява че това отклонение е 200 метра. Насочването на Родон-1 се осъществява както инерциално, така и посредством GPS система.
Ракетата работи с течно гориво и се пренася от самоходна установка, но вероятно КНДР има и ракетни шахти за изстрелването ѝ.

## Оператори
Освен Северна Корея, Родон-1 е на въоръжение в армиите на Сирия и Либия, която обаче съкращава своите ракети с обсег над 300 км през 2004.
- Иран (като Шахаб-3)
- Пакистан (като Гаури-1)
- Северна Корея – над 200[3]
- Сирия – използва както севернокорейски, така и ирански ракети

### Бивши
- Либия – съкращава своите ракети през 2003-2004